# Hardtrance
Hardtrance är en genre som representerar den tunga och snabbare sida av trance, det är påverkat av olika stilar och härstammar från Frankfurt (Tyskland), det Hardtrance utvecklades ur Hardcore techno-tidsåldern, som själv utvecklats från New Beat.
Hardtrance innehåller ibland acidljud som härstammar från acid trance, rytmen är tung och snabb och det finns mindre betoning på melodier. Dock finns trancekänslan kvar i stora pauser med rymliga effekter.
Hardtrance ligger i "Dance-Trance" kategorin och är den närmaste subgenren från trance som gränsar till hardstyle. Det är ett tungt beat som ackompanjeras av en melodi i bakgrunden.
Populära artister är bland annat: Jones & Stephenson, Yves Deruyter, DJ Scot Project, Thomas Petersen, Shokk, Leviathan, Megara vs. DJ Lee, Yoji Biomehanika, Accuface, Blue Alphabet, DJ Dean, Vincent De Moor, Dave Joy, DJ Dave Davis, DJ Fausto, Cherry Moon Trax, Belgica Wave Party.